# Pristolepis marginata
Облямо́ваний пристоле́піс (Pristolepis marginata) — прісноводний вид окуневидних тропічних риб з роду пристолепіс (Pristolepis).

## Поширення
Поширений у південно-західній Індії, ендемік Західних Гатів. Типовий вид гірських водойм штату Керала, на північ зустрічається до Гуджарату, населяючи також західні райони штатів Магараштра і Карнатака.
Мешкають ці риби в чистих стоячих або проточних річках та озерах. Віддають перевагу помірно глибоким водоймах, тримаються переважно в середніх шарах води.
Харчуються головним чином їжею тваринного походження.
Зустрічається вид доволі часто. Проте спостерігається скорочення ареалу його поширення через видобування піску у водоймах, де мешкають ці риби, а також забруднення їх твердими й рідкими відходами, пестицидами та добривами, що вимиваються з плантацій сільськогосподарських культур. Чисельність виду також скорочується через браконьєрські методи риболовлі з використанням динаміту. Не вживається ніяких заходів з метою збереження виду.

## Опис
Від решти представників роду облямований пристолепіс відрізняється своїм забарвленням, меристичними й морфометричними характеристиками.
Довжина риб становить 11-15 см.
Тіло за формою близьке до прямокутного, стиснуте з боків. Контур спини від морди до початку спинного плавця поступово підіймається вгору, далі випуклий і різко спадає вниз на хвостовому стеблі. Черевний контур тіла до черевних плавців трохи випуклий, далі, майже до початку анального плавця, залишається прямим. Хвостове стебло, в порівнянні з тілом, зовсім тонке. Голова помірно велика, очі розташовані у верхній її частині. Рот верхній.
Спинний плавець має 13-16 твердих променів і 11-13 м'яких, анальний — 3-4 і 7-9 відповідно. Грудні плавці мають по 13-14 променів (всі м'які), черевні — 1 твердий і 5 м'яких, хвостовий плавець закруглений і має 14 м'яких променів.
Бічна лінія переривається, налічує 19-21 і, після розриву, ще 12-15 лусок. Луска порівняно велика, маленькою вона є лише біля спинного, анального і хвостового плавців.
Тіло і плавці риб зеленкуватого кольору, перетинки між твердими променями спинного плавця мають оранжеве забарвлення. Черевна сторона тіла біла або коричнево-біла. На м'яких частинах спинного, анального та хвостового плавців часто можна побачити темні смужки. Основа хвостового плавця має густо-чорне забарвлення.
Статеві відмінності малопомітні й виявляються лише в нерестовий період.

## Господарська цінність
Місцеве населення ловить цих риб і вживає їх у їжу.
Вид також користується певним попитом в акваріумний торгівлі, й багато риб виловлюється в дикій природі саме з цією метою також.

## Утримання в акваріумах
Хоча облямований пристолепіс і не відрізняється яскравим забарвленням, він є досить привабливим завдяки своїй цікавій поведінці.
Рухаються риби повільно, частіше просто стоять на місці, лише помахуючи грудними плавцями. Їх можна тримати разом з іншими видами відповідного, але не в періоду нересту, коли самці стають агресивними.
Враховуючи розміри риб, акваріуми мають бути великими. Ґрунт використовується піщаний, з гладкими камінцями, додатково акваріум декорують корчами та корінням, які створюють для риб укриття.
Температура води рекомендується в межах 23-28 °С, показник рН6,5-7,5, твердість води 5-12°dH.
Беруть будь-які види корму, як живого, так і штучного. Найбільше їм смакують личинки комарів.

## Розведення в неволі
Вид розводився в неволі.
Нерест парний. Готовий до нересту самець виявляє територіальну поведінку. Він вибирає місце для гнізда і стає агресивним. Самка тримається подалі від самця, ховаючись серед рослин або в інших укриттях. Готову до нересту самку можна впізнати за товстим черевом, крім того, біля анального отвору у неї з'являється невеличкий яйцеклад.
Підготовка до нересту триває 1-2 дні. Протягом цього періоду самець вибирає місце для нересту і будує там гніздо. Це просто невеличке заглиблення у ґрунті, викладене галькою. Будуючи його, самець ретельно підбирає камінці відповідного розміру (1-3 см), водночас прибираючи з нього пісок і дрібніші камінчики. Єдиним інструментом при цьому є товсті губи самця. Кожен покладений камінець риба обмахує грудними плавцями, щоб він став чистим. Готове гніздо є добре помітним серед ґрунту. Самка періодично підпливає до гнізда, але самець проганяє й переслідує її.
Лише коли будівництво буде завершене, самець запрошує самку до гнізда. Риби стають поруч, і самець злегка б'є самку в бік, підштовхуючи її до гнізда. Пара повільно кружляє навколо ямки, тіло і плавці у них при цьому енергійно вібрують. Тримаючи поруч свої анальні частини тіла, риби відкладають і запліднюють ікру. Ікринки лягають у кам'яну ямку. Після чергового акту самка відпливає від гнізда, а через деякий час повертається назад, відкладається нова партія ікри. Протягом 2-3 годин ці дії декілька раз повторюються, поки самка не відкладе всю ікру. Ознакою закінчення нересту є спустілий живіт самки.
Нерест може відбуватися рано вранці, вдень, увечері або у нічний час.
Після закінчення нересту самець бере на себе охорону кладки. Він обмахує ікринки плавцями і захищає їх від зловмисників. Самку краще прибрати з акваріума, адже агресивний самець може завдати їй поранень.
Самець охороняє ембріони і личинок допоки вони не перетворяться на мальків і не почнуть вільно плавати.
У природному середовищі облямованого пристолепіса температура води не зазнає суттєвих сезонних змін, і риби можуть розмножуватись протягом всього року.